# Zalew Wiślany i Mierzeja Wiślana
Zalew Wiślany i Mierzeja Wiślana este o arie protejată (sit de importanță comunitară — SCI) din Polonia întinsă pe o suprafață de 40.862,31 ha, integral pe uscat.

## Localizare
Centrul sitului Zalew Wiślany i Mierzeja Wiślana este situat la coordonatele 54°20′20″N 19°22′11″E / 54.3389°N 19.3696°E.

## Înființare
Situl Zalew Wiślany i Mierzeja Wiślana a fost declarat sit de importanță comunitară în aprilie 2004 pentru a proteja 1 specie de plante și 14 specii de animale.

## Biodiversitate
Situată în ecoregiunea continentală, aria protejată conține 19 habitate naturale: Estuare, Lagune de coastă, Vegetație anuală la limita mareei, Dune mobile cu vegetație embrionară, Dune mobile de-a lungul țărmului cu Ammophila arenaria („dune albe”), Dune de coastă fixe cu vegetație erbacee („dune gri”), Dune împădurite din regiunile atlantică, continentală și boreală, Depresiuni intradunale umede, Lacuri eutrofice naturale cu vegetație de tip Magnopotamion sau Hydrocharition, Râuri cu maluri nămoloase cu vegetație de Chenopodion rubri p.p. și Bidention p.p., Pajiști cu Molinia pe soluri calcaroase, turboase sau argilos-nămoloase (Molinion caeruleae), Liziere de ierburi înalte hidrofile de câmpie și de nivel montan până la alpin, Fânețe de joasă altitudine (Alopecurus pratensis, Sanguisorba officinalis), Mlaștini oligotrofe degradate, capabile încă de regenerare naturală, Mlaștini turboase de tranziție și turbării mișcătoare, Păduri de fag Luzulo-Fagetum, Păduri de stejar sau de stejar și carpen sub-atlantice și medio-europene de Carpinion betuli, Mlaștini împădurite, Păduri aluvionare cu Alnus glutinosa și Fraxinus excelsior (Alno-Padion, Alnion incanae, Salicion albae).
La baza desemnării sitului se află mai multe specii protejate:
- plante (1): Linaria loeselii
- amfibieni (1): buhai de baltă cu burta roșie (Bombina bombina)
- mamifere (4): castor (Castor fiber), Halichoerus grypus, vidră de râu (Lutra lutra), liliac de iaz (Myotis dasycneme)
- nevertebrate (2): fluturele purpuriu (Lycaena dispar), Osmoderma eremita
- pești (7): Alosa fallax, zvârluga (Cobitis taenia), Lampetra fluviatilis, țipar (Misgurnus fossilis), săbiță (Pelecus cultratus), Petromyzon marinus, boarță (Rhodeus amarus)

Pe lângă speciile protejate, pe teritoriul sitului au mai fost identificate 53 de specii de plante, 1 specie de amfibieni, 11 specii de mamifere, 1 specie de nevertebrate, 4 specii de pești, 4 specii de reptile.